# Mitchell Tenpenny
Mitchell Tenpenny (Nashville, 17 de agosto de 1989) es un cantante y compositor estadounidense de música country. Llegó a las listas de éxitos en 2018 con el sencillo "Drunk Me", lanzado por el sello Columbia Nashville. También ha coescrito la canción "If the Boot Fits" con Granger Smith la canción llegó al top 10 en la radiodifusión country.

## Primeros años
Tenpenny nació y creció en Nashville, Tennessee. Su abuela fue Donna Hilley. Según Tenpenny, cuando tenía once años, su abuela le presentó a los compositores Bobby Braddock y Curly Putman y se interesó por la composición de canciones. Creció escuchando géneros musicales como country, rock y R&B, y citó a Vince Gill, John Mayer y Michael Jackson entre sus influencias musicales. Asistió a la Academia Lipscomb en Nashville, donde jugó fútbol. Luego se inscribió en la Universidad Estatal de Middle Tennessee, donde originalmente tenía la intención de jugar fútbol americano universitario, pero se interesó más por estar en una banda. Se graduó con un título en negocios musicales. Ha estado en una relación a largo plazo con la también cantante de country Meghan Patrick. El 24 de noviembre de 2021, ambos se comprometieron en el bar donde se conocieron por primera vez.

## Carrera musical
Tenpenny lanzó su álbum debut, titulado Black Crow, en 2015. La canción «Canes Creek», contó con la colaboración de la banda de bluegrass The SteelDrivers. Su sencillo debut fue la canción que da nombre al álbum, «Black Crow». A comienzos de su carrera como compositor, escribió un gran número de canciones como artistas como Nick Fradiani; uno de sus primeros éxitos es la canción top diez que él coescribió «If the Boot Fits», grabado por Granger Smith.
Firmó un contrato de publicación con Sony ATV Music Publishing en Nashville, y fue incluido en la película documental The Voyage en 2014. Firmó con Riser Records en 2016. El 10 de enero de 2018, fue anunciado que Tenpenny firmó una alianza entre Riser House y Sony Music Entertainment para un contrato de grabación. Estará en la filial Columbia Records.
En julio de 2017, Tenpenny publicó el EP, Linden Ave, que lleva el nombre de la calle donde solía vivir su abuela Donna Hilley. El EP se ubicó en el número 10 en la lista de álbumes independientes de Billboard, en el número 6 en los álbumes de Heatseekers y en el número 12 en ventas de álbumes de países, con 2100 copias vendidas en su primera semana.
En enero de 2018, Tenpenny firmó una alianza entre Riser House y Columbia Records y publicó un EP homónimo el 23 de febrero, el cual incluye el sencillo «Drunk Me».
Tenpenny publicó su segundo álbum de estudio y primero bajo un sello discográfico Telling All My Secrets el 14 de diciembre de 2018. Debutó en el número cinco en la lista Top Country Albums de Billboard, y el número 53 en el Billboard 200, después de acumular 20 000 unidades equivalentes a álbumes en su primera semana.

## Discografía
- 2015: Black Crow
- 2018: Telling All My Secrets
- 2021: Naughty List
- 2022: This Is the Heavy